# Vodovoji
Vodovoji su naseljeno mjesto u općini Kreševo, Federacija Bosne i Hercegovine, BiH.

## Stanovništvo

### 1991.
Nacionalni sastav stanovništva 1991. godine, bio je sljedeći:
ukupno: 65
- Hrvati - 64
- ostali, neopredijeljeni i nepoznato - 1

### 2013.
Nacionalni sastav stanovništva 2013. godine, bio je sljedeći:
ukupno: 49
- Hrvati - 48
- ostali, neopredijeljeni i nepoznato - 1